# フェルナンド・ニーニョ・ベハラーノ
フェルナンド・ニーニョ・ベハラーノ（Fernando Niño Bejarano、1974年9月16日 - ）は、スペイン・アンダルシア州ロタ出身の元サッカー選手。現役時代のポジションはDF。

## クラブ経歴
アンダルシア州のロタに生まれ、地元アマチュアクラブのCDロタでキャリアをスタートさせた。1995-96シーズンにCDロタをテルセーラ・ディビシオン昇格へと導くと、ヘレスCDに引き抜かれ、1997-98シーズンにはセグンダ・ディビシオンでプレーした。
1998年夏、RCDマジョルカに移籍した。当時のマジョルカは、UEFAチャンピオンズリーグに出場するほどの力を持っていたため、加入後2シーズンはベンチに座る機会が多かったが、2000-01シーズンから監督に就任したルイス・アラゴネスによってCBのレギュラーに抜擢された。2002-03シーズンは自身のキャリアで唯一となるコパ・デル・レイ優勝のタイトルを獲得した。マジョルカには、7シーズン在籍して公式戦189試合に出場した。
2006年1月、マジョルカでのラストシーズンに負った負傷の影響で出場機会が減少したため、セグンダに所属していたエルチェCFに加入した。2008-09シーズン終了後、35歳で現役を引退した。

## 人物
実子に、同じくサッカー選手で自身と同じ登録名のフェルナンド・ニーニョ・ロドリゲスがいる。

## タイトル
RCDマジョルカ
- コパ・デル・レイ : 1回 (2002-03)